# IOS 9
iOS 9 ist die 9. Version des mobilen Betriebssystems iOS von Apple, das als Nachfolger von iOS 8 entwickelt wurde. Es wurde auf der Worldwide Developers Conference des Unternehmens am 13. Juni 2015 angekündigt und am 16. September 2015 veröffentlicht.
Am 13. September 2016 wurde iOS 9 durch seinen Nachfolger iOS 10 auf allen iPhones 5 und neuer ersetzt.
Die aktuelle Version heißt iOS 9.3.6 und ist seit dem 22. Juli 2019 für diverse Apple-Geräte, unter anderem iPhone 4s (2011) und iPad mini (2012), erhältlich.

## Änderungen
iOS 9 enthielt viele Feature-Updates für integrierte Apps. Vor allem erhielt Notizen die Möglichkeit, Skizzen mit verschiedenen Werkzeugen, Bildeinfügung, prominenter visueller Darstellung für Website-Links und Kartenstandorte und erweiterte Listenformatierung zu zeichnen; eine komplett neue App von Apple News fasst Artikel aus verschiedenen Quellen zusammen. Apple Maps erhielt Unterstützung für den Massentransport, obwohl sie zum Start an einer begrenzten Anzahl von Standorten verfügbar waren. Wichtige neue Systemupdates beinhalten Proaktivität, wobei Siri und erweiterte Suche kombiniert werden, um das Betriebssystem kontextbezogener auf Informationen (wie Zeit und Ort) aufmerksam zu machen, und dem Benutzer im Voraus Informationen bereitstellen  kann. Für die Suche kann die proaktive Intelligenz sofortige Ergebnisse in einem Widget-ähnlichen Format anzeigen, einschließlich Wetter, Sport, Nachrichten und mehr. iOS 9 hat dem iPad mehrere Multitasking-Funktionen hinzugefügt. In iOS 9.3 hat Apple einen Nachtschaltmodus hinzugefügt, der die Farbe des Displays des Geräts in einen wärmeren, weniger „Blaulicht“-Schatten ändert, um einen möglichen negativen Bildschirmeffekt auf die zirkadianen Rhythmen der Benutzer zu verhindern. Darüber hinaus bietet iOS 9 neue Funktionen für die Benutzererfahrung, darunter Quick Actions und Peek and Pop, die auf der berührungsempfindlichen Anzeigetechnologie des iPhone 6s basieren. Schnellaktionen sind Verknüpfungen auf den App-Symbolen auf dem Startbildschirm. Benutzer können eine Vorschau („Peek“) für Inhalte anzeigen, ohne sich vom aktuellen Bildschirm zu entfernen, bevor sie den Vorschau-Inhalt in die Vollansicht eingeben.

## Unterstützte Geräte
Alle Geräte, die iOS 8 unterstützen, erhalten iOS 9.

### iPhone
- iPhone 4s
- iPhone 5
- iPhone 5c
- iPhone 5s
- iPhone 6 (und 6 Plus)
- iPhone 6s (und 6s Plus)
- iPhone SE (1. Generation)

### iPad
- iPad 2
- iPad (3. Generation)
- iPad (4. Generation)
- iPad Air
- iPad Air 2
- iPad Mini (1. Generation)
- iPad Mini 2
- iPad Mini 3
- iPad Mini 4
- iPad Pro

### iPod touch
- iPod touch (5. Generation)
- iPod touch (6. Generation)